# Frederick Oscar Warren Loomis
Sir Frederick Oscar Warren Loomis (1er février 1870 - 15 février 1937) est un soldat canadien ayant combattu lors de la Première Guerre mondiale.

## Biographie
Il s'enrôla comme soldat dans la milice canadienne en 1886 et y servit jusqu'à sa retraite en 1919. Pendant la guerre, il reçut le commandement du Royal Highlanders of Canada et dirigea plus tard le 3e Division du Canada au cours des deux derniers mois de la Première Guerre mondiale en tant que major-général.
Au début de la guerre en août 1914, il s'enrôle pour servir sur les lignes de front et reçoit le commandement du 13th Canadian Infantry Battment RHC avec le grade de lieutenant-colonel. Il est promu au grade de colonel en janvier 1916 et reçoit le commandement de former la brigade en Angleterre. De retour en France avec le grade de général de brigade, il commande les batailles de la 2e Brigade d'infanterie à Bataille d'Ypres, Bataille de la Somme, Crête de Vimy, Arlleux, Bataille de la cote 70 et Passohendale en 1916 et 1917. En 1918, il était engagé dans des batailles à Amiens et Bataille de la Somme (1918). Il a été promu général de division et reçoit le commandement de la troisième division canadienne en septembre 1918, ce qui les mène à Cambral et les batailles qui ont abouti à la capture de Mons.

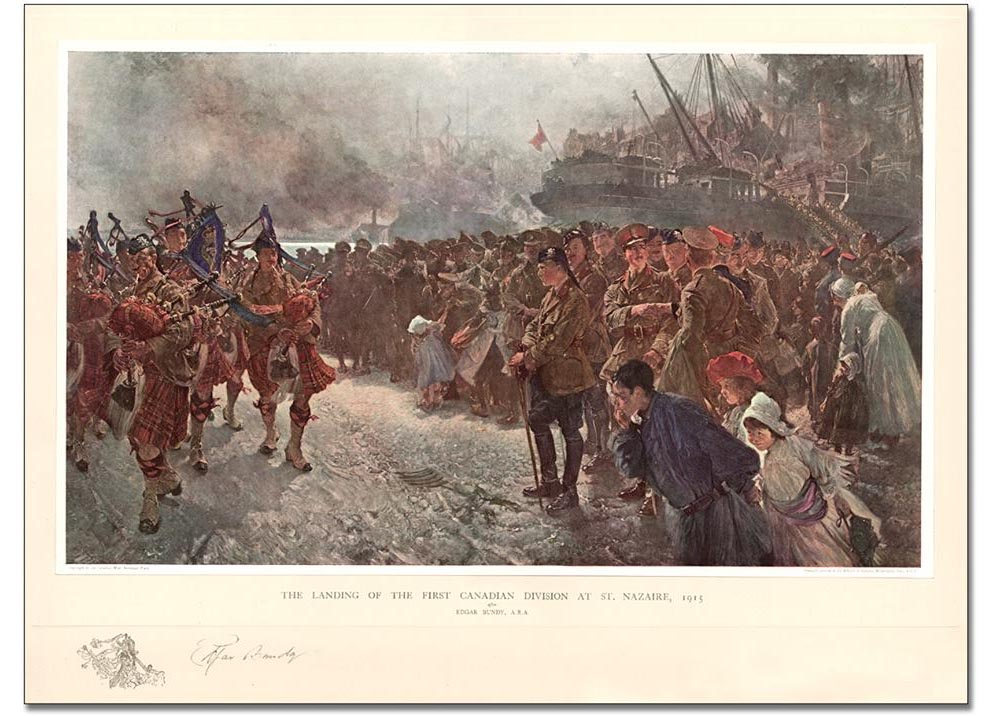
Impression d'une peinture accrochée à dans la Canadien Chambre du Sénat par Edgar Bundy, intitulée "Débarquement de la première division canadienne à Saint-Nazaire", 1915.

Il a été fait chevalier par George V en 1919 pour son service pendant la guerre.
Le 11 novembre 2018, centième anniversaire de Armistice, The Black Watch (Royal Highland Regiment) of Canada], avec des cornemuses et des tambours, a défilé dans les rues de Mons vers le bâtiment qui était le quartier général du major-général Frederick Loomis pendant le premier Guerre mondiale. Une cérémonie a été organisée pour le dévoilement d'une plaque commémorant ce bâtiment en tant que siège de la 3e division CDN.
Il est représenté dans une peinture de la salle du Sénat canadien conduisant le Royal Highlanders of Canada (Corps expéditionnaire canadien) à Saint-Nazaire en 1915.